# Thomas de Fréauville
Pour les articles homonymes, voir Fréauville (homonymie).
Thomas de Fréauville (Thomas de Freauvilla) est un évêque de Bayeux du XIIIe siècle.

## Biographie
Thomas est le fils de Rogo et Berta, issu d'une famille noble établie dans le diocèse de Rouen. Michael, un chanoine de la cathédrale pourrait être un parent.
Archidiacre de Bayeux en 1221, il devient doyen du chapitre de la cathédrale de Rouen en 1225, titulature qu'il conserve jusqu'en 1231.
Le chapitre de la cathédrale Rouen procède en 1229 à l'élection d'un nouvel archevêque, à la suite de la mort de Thibaut d'Amiens. Une partie du chapitre l'élit, tandis que l'autre choisit Maurice, évêque du Mans. Après appel auprès du Saint-Siège et la désignation le 4 mai 1230 de deux enquêteurs, Adam de Chambly, l'évêque de Senlis et Jean de Montmirail, l'élection est cassée. Thomas renonce à ses droits et Grégoire IX transfère en 1231 Maurice du Mans à Rouen.
Devenu archidiacre d'Amiens en 1231, il accède à l'évêché de Bayeux en 1233, à la suite de la mort de Robert des Ablèges en 1231. Il restera évêque jusqu'en 1238 et meurt en 1239.